# Малый Ключев
Ма́лый Ключе́в (укр. Малий Ключів) — село в Печенежинской поселковой общине Коломыйского района Ивано-Франковской области Украины.
Население по переписи 2001 года составляло 1313 человек. Занимает площадь 12,42 км². Почтовый индекс — 78277. Телефонный код — 03433.